# Aegoschema peruvianum
Aegoschema peruvianum là một loài bọ cánh cứng trong họ Cerambycidae.